# Valle di Majma
La valle del Majma (in russo долина реки Маймы?, dolina reki Majmy) è una valle percorsa dall'omonimo fiume, affluente di destra del Katun', situata tra le montagne dell'Altai. Nella valle sorge la città di Gorno-Altajsk, capitale della Repubblica dell'Altai.